# Смешанная избирательная система

Страны с той или иной вариацией смешанной избирательной системы

Смешанная избирательная система — избирательная система, основанная на сочетании двух систем представительства: пропорциональной и мажоритарной.
Существует в двух вариациях: связанной смешанной  и параллельной смешанной  избирательной системой. Ключевым различием двух вариаций состоит в том, что в случае связанной системы, результаты пропорционального и мажоритарного голосования с помощью особых механизмов и расчётов выравниваются таким образом, чтобы объективно и справедливо объединить два разных результата, а в случае параллельной — результаты двух голосований просто складываются вместе без выравнивания результатов, создавая диспропорцию в итоговых результатах.

## Виды смешанных избирательных систем
Смешанные избирательные системы делятся на два вида: параллельные (некомпенсационные) и смешанные (компенсационные). В обоих типах систем один набор мест распределяется с использованием мажоритарного метода, то есть избирается отдельный конкретный депутат в каждом из отдельных округов.  Остальные места распределяются между политическими партиями частично или полностью на основе пропорционального метода распределения, такого как метод наибольших средних или метод наибольшего остатка.  Разница заключается в том, учитываются ли результаты выборов в округах при распределении мест по пропорциональной системе.
В некомпенсированных системах,  пропорциональное распределение осуществляется независимо от компонента, связанного с выборами в округах, вызывая диспропорцию итоговых результатов выборов. В компенсационных системах распределение дополнительных мест осуществляется таким образом, чтобы максимально компенсировать диспропорциональность, возникающую в результате выборов в округах. Так, данная система обычно приводит к пропорциональным результатам выборов, то есть политическая партия, набравшая n процентов голосов, получит примерно n процентов мест.
| Вид смешанной системы | Тип             | Особенности | Система | Пример использования                   |
| --------------------- | --------------- | --- | --- | -------------------------------------- |
| Параллельная          | Слияния         | В каждом округе складывают результаты двух систем | Бонус за большинство голосов | Местные выборы во Франции              |
| Параллельная          | Гибридная       | В разных округах разные системы голосования | Одномандатные округа и многомандатные округа | Конго, Панама                          |
| Параллельная          | Суперпозиции    | На разных уровнях выборов, разные системы | Параллельное голосование (Единый округ + многомандатные округа) | Россия, Литва                          |
| Параллельная          | Суперпозиции    | На разных уровнях выборов, разные системы | Смешанный состав | Италия, Пакистан                       |
| Связанная             | Компенсационная | Места по спискам распределяются в прямой зависимости от избранных по округам депутатов, итоговые места примерно равны проценту голосов за ту или иную партию | Комбинированная система распределения мест с частичной коррекцией числа депутатов                                                                                  | Новая Зеландия                         |
| Связанная             | Компенсационная | Места по спискам распределяются в прямой зависимости от избранных по округам депутатов, итоговые места примерно равны проценту голосов за ту или иную партию | Комбинированная система распределения мест без частичной коррекции числа депутатов                                                                                 | Шотландия                              |
| Связанная             | Компенсационная | Места по спискам распределяются в прямой зависимости от избранных по округам депутатов, итоговые места примерно равны проценту голосов за ту или иную партию | Единое голосование с учётом предпочтения | Лесото                                 |
| Связанная             | Компенсационная | Места по спискам распределяются в прямой зависимости от избранных по округам депутатов, итоговые места примерно равны проценту голосов за ту или иную партию | Полу-пропорциональная | Местные выборы в Венгрии               |
| Связанная             | Условная        | Результат выборов влияют на общую компенсацию | Условное партийное блоковое голосование: партия, набравшая более 50%, получает все места в парламенте, в противном случае места распределяются пропорционально     | Фашистская Италия, Нацистская Германия |
| Сложная               | Суперсмешанная  | Наложение с коррекцией | Параллельное голосование с передачей голоса | Венгрия                                |
| Сложная               | Суперсмешанная  | Наложение с коррекцией | Параллельное голосование с привязкой округа | Южная Корея                            |
| Сложная               | Суперсмешанная  | Суперпозиция с слиянием | Бонус по национальной части списка | Греция                                 |
| Сложная               | Суперсмешанная  | Суперпозиция с сосуществованием | Часть избираются по пропорциональной системе в едином национальном округе, а часть избираются на местном уровне по мажоритарной системе относительного большинства | Эквадор                                |
| Сложная               | Суперсмешанная  | Условное сосуществование | Пропорциональная избирательная система в одномандатных округах, блоковое голосование в многомандатных округах                                                      | Камерун, Чад                           |
| Сложная               | Суперсмешанная  | Сосуществование с исправлением | Пропорциональное представительство сельских и городских районов | Ранее в Дании и Исландии               |
| Сложная               | Суперсмешанная  | Условное исправление со слиянием | Двухтуровая система с коррекцией большинства | Армения и Сан-Марино                   |
| Сложная               | Суперсмешанная  | Слияние с коррекцией | Двухпалатное пропорциональное представительство | Отдельные примеры в Японии             |

Гипотетический пример, приводимый исследователями и популяризаторами политологии наглядно демонстрирует то, как происходит распределение голосов в параллельных системах, создавая диспропорцию.
В приводимых ниже примерах, рассматривается законодательное собрание, состоящее из 200 мест, из которых 100 мест заполняются по системе относительного большинства, то есть отдельно избранными депутатами, а остальные 100 мест распределяются между партиями по пропорциональной избирательной системе. В таблице ниже приведены результаты всеобщего голосования и системы относительного большинства. Количество мест в парламенте, выделяемых каждой партии, зависит от того, является ли система компенсационной (параллельной) или некомпенсационной (связанной).
| Пример смешанной избирательной системы, вводные данные | Пример смешанной избирательной системы, вводные данные | Пример смешанной избирательной системы, вводные данные | Пример смешанной избирательной системы, вводные данные | Пример смешанной избирательной системы, вводные данные | Пример смешанной избирательной системы, вводные данные | Пример смешанной избирательной системы, вводные данные |
| Партия                                                 | Партия                                                 | Процент голосов                                        | Избранные отдельно депутаты                            | Мест по спискам                                        | Итого мест                                             | Итоговое распределение                                 |
| ------------------------------------------------------ | ------------------------------------------------------ | ------------------------------------------------------ | ------------------------------------------------------ | ------------------------------------------------------ | ------------------------------------------------------ | ------------------------------------------------------ |
|                                                        | Левые                                                  | 44%                                                    | 64                                                     | ?                                                      | ?                                                      |                                                        |
|                                                        | Правые                                                 | 40%                                                    | 33                                                     | ?                                                      | ?                                                      |                                                        |
|                                                        | Зелёные                                                | 10%                                                    | 0                                                      | ?                                                      | ?                                                      |                                                        |
|                                                        | Либералы                                               | 6%                                                     | 3                                                      | ?                                                      | ?                                                      |                                                        |
| ИТОГО                                                  | ИТОГО                                                  | 100%                                                   | 100                                                    | 100                                                    | 200                                                    |                                                        |

### Параллельная
Параллельная смешанная избирательная система представляет собой такую систему, где результаты двух отдельных голосований (по пропорции и по отдельным кандидатам) складываются вместе без компенсаций и применений механизмов выравнивания суммарных результатов, зачастую создавая несправедливое итоговое распределение с перекосом в ту или иную партию, из-за чего создаётся ситуация, когда партия, получившая меньшее число голосов, может получить куда большее число мест.
| Параллельная избирательная система | Параллельная избирательная система | Параллельная избирательная система | Параллельная избирательная система | Параллельная избирательная система | Параллельная избирательная система | Параллельная избирательная система         | Параллельная избирательная система |
| Партия                             | Партия                             | Процент голосов                    | Избранные отдельно депутаты        | Мест по спискам                    | Итого мест                         | Распределение по спискам (без компенсации) | Итоговое распределение             |
| ---------------------------------- | ---------------------------------- | ---------------------------------- | ---------------------------------- | ---------------------------------- | ---------------------------------- | ------------------------------------------ | ---------------------------------- |
|                                    | Левые                              | 44%                                | 64                                 | 44                                 | 108, 54%                           |                                            |                                    |
|                                    | Правые                             | 40%                                | 33                                 | 40                                 | 73, 36.5%                          |                                            |                                    |
|                                    | Зелёные                            | 10%                                | 0                                  | 10                                 | 10, 5%                             |                                            |                                    |
|                                    | Иные                               | 6%                                 | 3                                  | 6                                  | 9, 4.5%                            |                                            |                                    |
| ИТОГО                              | ИТОГО                              | 100%                               | 100                                | 100                                | 200                                |                                            |                                    |

Таким образом, при отсутствии компенсации, каждая партия получает пропорциональную долю из 100 мест, в дополнение к уже избранным депутатам по округам, без пересмотра пропорциональной доли, чтобы сохранить итоговое распределение в пределах процента голосов за партию. При такой системе, партии не получают число мест, пропорционально доле голосов её избирателей, и зачастую, такая система используется для создания несправедливых и нечестных выборов с целью закрепления у власти какой-либо отдельной партии.
В примере, партия Левых получила на 10% мест больше, чем получила голосов, и таким образом заполучила абсолютное большинство голосов в парламенте. При этом, все остальные партии получили значительное меньшее число мест, недополучив их.
Примеры с ярко выраженной диспропорцией: Выборы в Государственную думу, РФ (2021); Парламентские выборы, Литва (2016).

### Связанная
Связанная смешанная избирательная система представляет собой такую систему, где результаты двух отдельных голосований (по пропорции и по отдельным кандидатам) складываются вместе с учётом компенсаций и применений механизма выравнивания суммарных результатов, перераспределяя пропорциональную часть мест таким образом, чтобы по итогу общий результат примерно соответствовал результатам голосования и волеизъявления избирателей.
| Партия | Партия  | Процент голосов | Избранные отдельно депутаты | Мест по спискам | Итого мест | Распределение по спискам (с компенсацией) | Итоговое распределение |
| ------ | ------- | --------------- | --------------------------- | --------------- | ---------- | ----------------------------------------- | ---------------------- |
|        | Левые   | 44%             | 64                          | 24              | 88, 44%    |                                           |                        |
|        | Правые  | 40%             | 33                          | 47              | 80, 40%    |                                           |                        |
|        | Зелёные | 10%             | 0                           | 20              | 20, 10%    |                                           |                        |
|        | Иные    | 6%              | 3                           | 9               | 12, 6%     |                                           |                        |
| ИТОГО  | ИТОГО   | 100%            | 100                         | 100             | 200        |                                           |                        |

Таким образом, при компенсации результатов, общее число мест, которое получает каждая партия, пропорционально доле голосов, которая она получила по своим спискам. Таким образом, партия Правых, получив 33 мест при помощи отдельно избранных депутатов, по спискам своей партии получает только столько мест в пропорциональной части, чтобы та добрала мест до общего процента голосов, в данном случае — 47 мест, а не 40 как в случае без компенсации.
На практике, распределение мест по спискам в компенсационных системах усложняется тем, что партии иногда получают мест по округам больше, чем партия набрала по итогам общенационального голосования по спискам, что всё также создаёт искажённые общие результаты выборов с диспропорцией. В таком случае, в некоторых системах это игнорируется, а в некоторых добавляются дополнительные места в парламенте (в нашем примере, к примеру, будет итого не 200 мест, а 212 мест), которые используются только до следующих выборов, то есть являются временным решением сохранением пропорциональности.
Существует два основных способа компенсации: компенсация по количеству мест (так называемая доплата), а также компенсация по количеству голосов (так называемая система передачи голосов).
Примеры: Парламентские выборы, Новая Зеландия (2020), Парламентские выборы, Германия (2025).